# كريس هارجريفز
كريس هارجريفز (بالإنجليزية: Chris Hargreaves)‏ هو لاعب كرة قدم ومدرب كرة قدم بريطاني في مركز الوسط، ولد في 12 مايو 1972 في Cleethorpes ‏ في المملكة المتحدة. لعب مع أكسفورد يونايتد وغريمسبي تاون ونادي برينتفورد ونادي بليموث أرجايل ونادي توركي يونايتد ونادي سكاربورو ونادي هيرفورد ونورثامبتون تاون وهال سيتي ووست بروميتش ألبيون.

## وصلات خارجية
- كريس هارجريفز على موقع قاعدة بيانات كرة القدم.إي يو (الإنجليزية)
- كريس هارجريفز على موقع Soccerbase.com (لاعب) (الإنجليزية)